# Illa dels Museus
L'Illa dels Museus (en alemany Museumsinsel) és una petita illa entre el riu Spree i el canal Kupfergraben, al districte de Mitte de Berlín. És seu de diversos museus amb obres tan importants que la UNESCO la va declarar Patrimoni de la Humanitat el 1999.
L'indret va servir com a residència per a Frederic Guillem IV de Prússia, va ser bombardejat durant la Segona Guerra Mundial i va ser espoliat durant l'època de la divisió de les dues Alemanyes, per això es troba en estat de reconstrucció.

## Museus i edificis destacables
- Altes Museum (o Museu Antic): conté peces clàssiques gregues i llatines.
- Berliner Stadtschloss (o Castell de Berlín, destruït per les autoritats de l'RDA): antiga residència dels reis de Prússia i dels emperadors alemanys. Se'n conserven els jardins, el Lustgarten, i està prevista la seva reconstrucció.
- Neues Museum (o Museu Nou): exposa peces egípcies i de la prehistòria.
- Alte Nationalgalerie (o Galeria Nacional Antiga): obres dels segles xviii i xix.
- Bode-Museum (o Museu Bode): art romà d'Orient i tardoromà.
- Pergamonmuseum (o Museu de Pèrgam): conté obres romanes, islàmiques i orientals i deu el seu nom al fet d'exhibir l'altar de Pèrgam.
- James Simon-Galerie (o Galeria James Simon): centre cultural per a exposicions temporals (en projecte).
- Berliner Dom (o Catedral de Berlín): greument malmesa arran dels bombardeigs aliats, ha estat reconstruïda i va tornar a obrir el 1993.

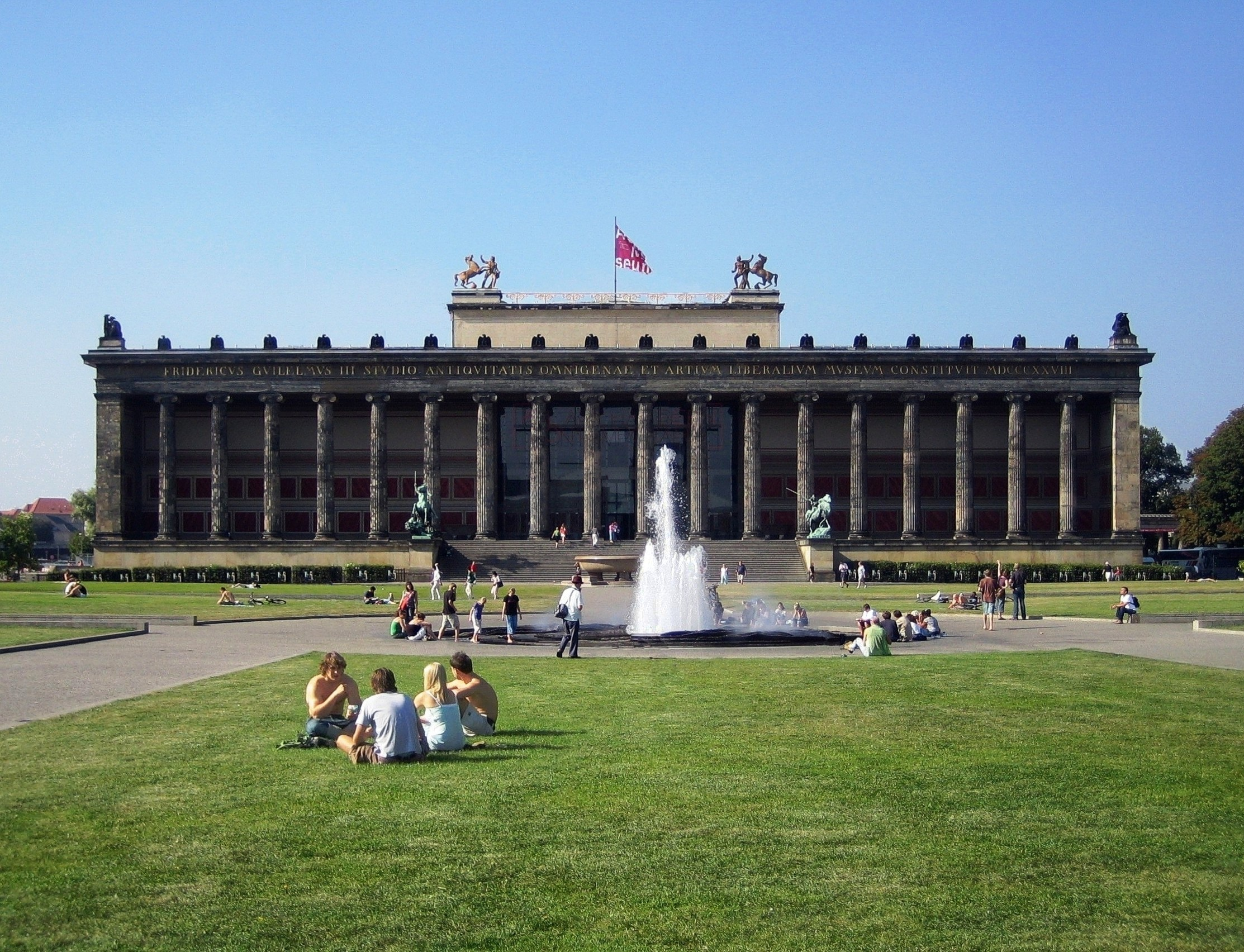
Altes Museum
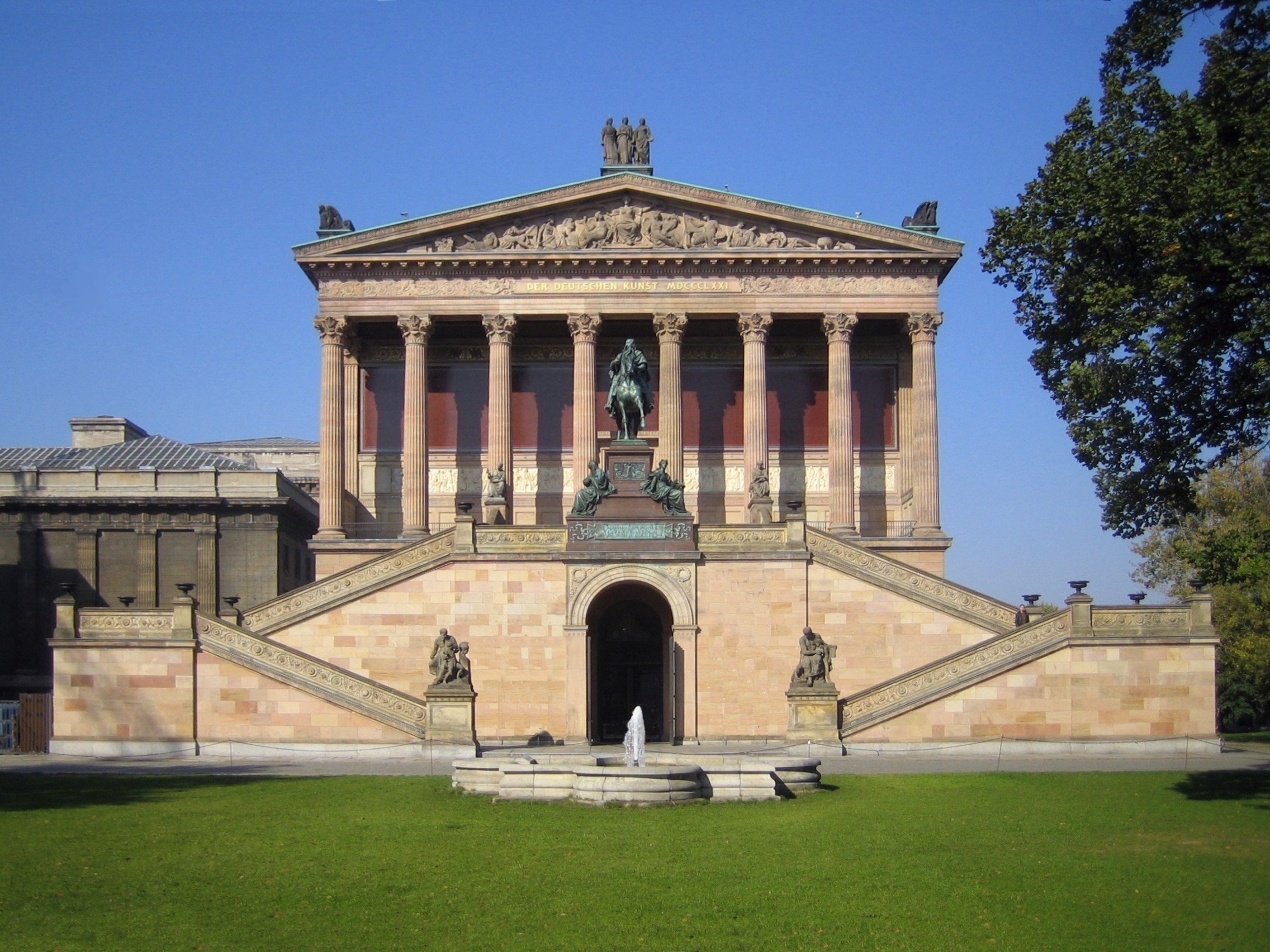
Alte Nationalgalerie
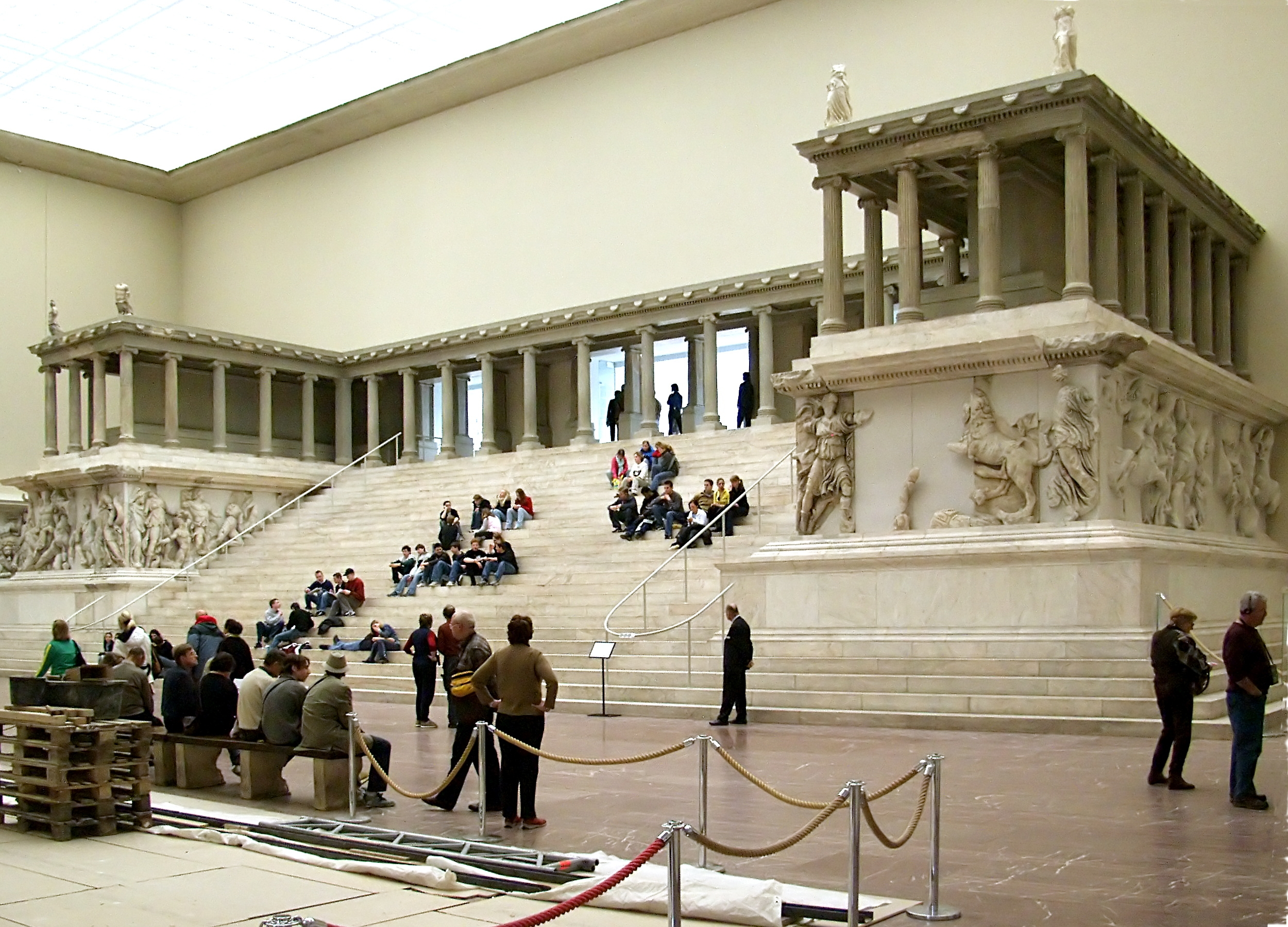
L'altar de Pèrgam, al Pergamonmuseum
La Catedral de Berlín